# أسا بيرد غاردينر
أسا بيرد غاردينر هو محامي وسياسي أمريكي، ولد في 30 سبتمبر 1839 في مانهاتن في الولايات المتحدة، وتوفي في 24 مايو 1919 في سوفرن في الولايات المتحدة. نشط حزبياً في الحزب الديمقراطي.